# White eye
White eye és un curtmetratge israelià d'imatge real del 2019 de Tomer Shushan. Va ser nominat al millor curtmetratge als 93ns Premis Oscar. S'ha subtitulat al català.

## Sinopsi
A un home (Daniel Gad) de Tel-Aviv li roben la bicicleta i ara pertany a un desconegut. En els seus intents de recuperar-la, lluita per seguir sent humà.

## Premis i reconeixements
- Nominació a l'Oscar al millor curtmetratge[5]
- Festival Internacional de Cinema Ciclista – Millor pel·lícula (Premi del Jurat Goldene Kurbel) i Premi del Públic de 2023
- Festival de Cinema SXSW – Premi del jurat de narrativa curta[6]
- Palm Springs ShortFest[7]